# Acronychia cuspidata
Acronychia cuspidata är en vinruteväxtart som beskrevs av Carl Karl Adolf Georg Lauterbach. Acronychia cuspidata ingår i släktet Acronychia och familjen vinruteväxter. Inga underarter finns listade i Catalogue of Life.